# Cordia lomatoloba
Cordia lomatoloba is een struik of kleine boom die in 1937 voor het eerst geldig beschreven werd door de Amerikaanse botanicus Ivan Murray Johnston.
De soort komt in Brazilië, de Guiana's, Venezuela, Peru. Ecuador en Bolivia voor.
De boom kan 25 meter hoog worden. Het is een C3-plant met eenvoudige brede bladeren.
Het vruchtvlees (mesocarp) staat in Suriname (Voltzberg) op het menu van de apensoort Ateles paniscus.
In centraal Amazônia in Brazilië wordt de soort in drooglandbos op arme gronden gevonden samen met C. Sagotii en C. cf. ulei.
Het is een van de soorten die bostafelhout levert.